# Dragutin Domjanić
Dragutin Milivoj Domjanić (Adamovec, 12. rujna 1875. – Zagreb 7. lipnja 1933.), hrvatski pravnik i pjesnik.

## Životopis
Dragutin Domjanić rođen je u selu Adamovec u Prigorju, nedaleko Sesveta, u plemenitaškoj obitelji Milivoja i Zorice Domjanić, kao Karlo Milivoj Ivan Franjo Ladislav Domjanić. Pohađao Klasičnu gimnaziju u Zagrebu koju je završio 1893. godine. Završio je pravo na fakultetu u Zagrebu (1898.), gdje je i doktorirao 1899. Kasnije je bio sudac i vijećnik Banskog stola u Zagrebu. U književnosti se javlja sa zbirkom Pjesme (1909.) koja je bila napisana na štokavici.
Bio je član JAZU i predsjednik Matice hrvatske (1921. – 1926). Prevodio je svjetski poznate liričare Goethea, Heinea, Verlainea itd. U borbi "starih" i "mladih" u okviru hrvatske moderne na strani je "mladih". Najpoznatija su mu djela: Kipci i popevke, Fala i Popevke sam slagal.
Autor je i malo znane marionetne igre "Petrica Kerempuh i spametni osel" u kojoj kritički i satirički opisuje hrvatske intelektualce 1920-ih godina. Pisac je koji je prvi u hrvatskoj književnosti cjelovitije i umjetnički zrelije ostvario melodioznost i ritmičnost kajkavskoga dijalektalnoga izraza.

## Stil
Pjevao je o duhovnoj ljubavi, o intimi plemićkih domova, o gospodarskim perivojima, markizima i kavalirima minulih dana. Kroz svoja djela Domjanić strahuje od grubosti sadašnjice, žali za svijetom koji odumire, nepovjerljiv je prema novim idejama.
Ljubav prema prošlosti upućuje Domjanića svome materinjskom kajkavskom jeziku. Najpoznatije mu je djelo kajkavska zbirka Kipci i popevke, a pjesme Fala i Popevke sam slagal, koje je obje uglazbio Vlaho Paljetak. I drugi hrvatski skladatelji, primjerice Emil Cossetto, Igor Kuljerić i Ivana Lang uglazbili su nekoliko Domjanićevih pjesama. Njegova lirika, idilična, sentimentalna i rezignantna, podjednako obiluje i slikovitošću i glazbenošću. Na kajkavskom književnom jeziku je spjevao sve svoje pjesme. Napisao je i veći broj književnih prikaza, te nekoliko proznih crtica, koji su uglavnom u duhu njegovih lirskih interesa i stilske manire.

## Djela
- Pjesme (1909.) (elektroničko izdanje)
- Kipci i popevke (1917.) (elektroničko izdanje)
- Vu suncu i senci (1927.) (elektroničko izdanje)
- Po dragomu kraju (1933.) (elektroničko izdanje)

## Spomen
- Osnovna škola Dragutina Domjanića, Zagreb[2]
- Osnovna škola Dragutina Domjanića, Sveti Ivan Zelina[3]
- Recital suvremenog kajkavskog pjesništva Dragutin Domjanić, Sveti Ivan Zelina[4]
- Smotra dječjega kajkavskog pjesništva Dragutin Domjanić, Sveti Ivan Zelina[5]
- Kulturno-umjetničko društvo Dragutin Domjanić, Adamovec[6]

## Vanjske poveznice
Mrežna mjesta
- Domjanić, Dragutin Milivoj, Hrvatski biografski leksikon
- Dragutin Domjanić, Izabrane pjesme  Arhivirana inačica izvorne stranice od 18. prosinca 2021. (Wayback Machine), Pjesništvo, Bulaja naklada, 2000. ISBN 9536737027 (CD-ROM)
- Dragutin Domjanić, Digitalne zbirke Knjižnica Grada Zagreba